# The Old Mill Pond
The Old Mill Pond ist ein US-amerikanischer Zeichentrick-Kurzfilm von Hugh Harman aus dem Jahr 1936.

## Handlung
In einem Teich nahe einer alten Mühle versammeln sich Frösche. Ein Froschprediger fordert die Gemeinde mit dem Preacher Song unter anderem auf, der Musik zu frönen. Er leitet die folgende Szenen ein: Aus dem Teich erhebt sich auf Seerosenblättern eine Jazzband aus dunkelbraunen Fröschen, die Kickin’ the Gong Around spielen und singen.
Die Szene geht über in die Darbietung einer Froschdame in rotem Kleid, die Jungle Rhythm präsentiert und dabei später von zahlreichen tanzenden Fröschen mit bunten Perücken begleitet wird. Das Orchester steigt wieder ein und die Szene blendet zu einem beleibten Frosch über, der am Klavier sitzt. Er spielt Mista Sippy und wird dabei von einem Stepptänzer begleitet. Es folgt ein Froschquartett, das I Heard singt.
Das Publikum ist begeistert. In schneller Folge treten weitere Frösche auf, der Tiger Rag erklingt, die Musik wird schneller, Musikinstrumente gehen zu Bruch und Frösche werden verrückt. Das Publikum flieht ins Wasser.
Die alte Mühle und der Teich liegen still wie zu Beginn.

## Produktion
The Old Mill Pond wurde am 7. März 1936 als Teil der MGM-Trickfilmserie Happy Harmonies veröffentlicht.
Der Film enthält verschiedene karikaturistische Darstellungen zeitgenössischer schwarzer Jazzkünstler, die die einzelnen Titel vortragen:
- Kickin’ the Gong Around – Cab Calloway
- Jungle Rhythm – Ethel Waters
- Mista Sippy – Fats Waller (Sänger) und Bill „Bojangles“ Robinson (Stepptänzer)
- I Heard – Mills Brothers
- Tiger Rag – Stepin Fetchit und Louis Armstrong

## Auszeichnungen
The Old Mill Pond wurde 1937 für einen Oscar in der Kategorie „Bester animierter Kurzfilm“ nominiert, konnte sich jedoch nicht gegen Der Vetter vom Lande durchsetzen.